# Petroica ullblanca
La petroica ullblanca (Pachycephalopsis poliosoma) és un ocell de la família dels petròicids (Petroicidae).

## Hàbitat i distribució
Habita el sotabosc dens, a les muntanyes del centre i est de Nova Guinea.
1. ↑  «Petroica ullblanca». Cercaterm.  TERMCAT, Centre de Terminologia. Rev. 10/10/2023(català)